# Jean-Michel Bataillon
Jean-Michel Bataillon est le premier trampoliniste français à obtenir un titre mondial dans sa discipline.

## Palmarès

### Monde
- Champion du monde 1970.

### Europe
- Champion d'Europe 1971;
- Champion d'Europe synchro 1971.

### National
- Champion de France Fédération française de trampoline et de sports acrobatiques sans discontinuer de 1969 à 1972[1].